# Paraphoxus angustimanna
Paraphoxus angustimanna är en kräftdjursart. Paraphoxus angustimanna ingår i släktet Paraphoxus och familjen Phoxocephalidae. Inga underarter finns listade i Catalogue of Life.